# Koi Tsubomi
Koi Tsubomi (恋つぼみ?, Germoglio d'amore) è il terzo singolo della cantautrice e pianista giapponese Hanako Oku estratto dall'album Yasashii Hana no Saku Basho.
Venne commercializzato il 15 febbraio 2006 sotto l'etichetta Pony Canyon ed è composto da due versioni dello stesso brano, Koi Tsubomi appunto, una cantata e l'altra eseguita solo al piano Hikikatari.

## Tracklist
1. Koi Tsubomi (恋つぼみ?)
2. Koi Tsubomi (恋つぼみ?) (Piano Hikikatari)